# 1 nacht alleen
1 nacht alleen is een single uit 1983 van de Nederlandse popgroep Doe Maar. Het lied is geschreven en gezongen door Henny Vrienten, en werd in de zomer van 1983 een hit.

## Achtergrond
1 nacht alleen werd eind 1982 opgenomen voor het vierde Doe Maar studioalbum 4us. René van Collem speelde de drums, als vervanger van Jan Pijnenburg die op dat moment herstellende was van een zwaar auto-ongeluk en in het nieuwe jaar terugkeerde. In de tekst zingt Vrienten dat hij even een nacht alleen wil zijn omdat hij anders kapot gaat aan het uitgaansleven. In het tweede couplet worden de namen opgesomd van de vrouwen met wie hij avond aan avond op stap is geweest. Bij live-concerten wordt dit couplet doorgaans aan het publiek overgelaten.

## Coverversies

### Mama's Jasje
In 1997 werd het in Vlaanderen een hit voor de band Mama's Jasje. Het is afkomstig van hun coveralbum Hommages.

### Rowwen Hèze
In 2000 verscheen bij V2 Records het tributealbum Trillend op mijn benen, waarop diverse Nederlandse en Belgische bands een ode brachten aan Doe Maar, door hun favoriete nummer van de band te vertolken. Op dit album stond een bewerking van 1 nacht alleen uitgevoerd door de Limburgse band Rowwen Hèze. De uitvoering van dit nummer werd later opnieuw toegevoegd aan het verzamelalbum Manne van staal uit 2011.

### Damaru
Damaru bracht in 2011 een cover van het nummer uit in een nieuwe aangepaste uitvoering. Het nummer werd uitgebracht op het debuutalbum Mi rowsu. De bijbehorende videoclip werd in Suriname opgenomen.

## NPO Radio 2 Top 2000
| Nummer met noteringen in de NPO Radio 2 Top 2000 | '04  | '05  | '06  | '07  | '08  | '09 | '10  | '11  | '12 | '13  | '14-'20 | '21  | '22  | '23  |
| ------------------------------------------------ | ---- | ---- | ---- | ---- | ---- | --- | ---- | ---- | --- | ---- | ------- | ---- | ---- | ---- |
| 1 Nacht alleen                                   | 1756 | 1551 | 1658 | 1697 | 1794 | -   | 1988 | 1538 | 921 | 1511 | -       | 1948 | 1501 | 1883 |

1. ↑  Een '-' betekent dat het nummer niet was genoteerd en een vetgedrukt getal geeft de hoogste notering aan.
2. ↑  2004 was het eerste jaar met een notering voor dit nummer.
3. ↑  Deze tabel is bijgewerkt tot en met de laatste editie (2024).